# Frank Richard Perls
Frank Richard Perls (geboren 23. Oktober 1910 in Berlin; gestorben 9. Februar 1975 in Beverly Hills) war ein deutschamerikanischer Kunsthändler.

## Leben
Frank Richard Perls war ein Sohn des seinerzeitigen Diplomaten und späteren Kunsthändlers Hugo Perls und Käthe Kolker. Sein Bruder Klaus Gunther Perls war ebenfalls Kunsthändler, der Bruder Thomas Alfred Perls (1923–1982) war Ingenieur bei Lockheed.
Perls studierte Kunstgeschichte in Freiburg im Breisgau, Wien, München und Berlin. Einer seiner Lehrer in Freiburg war Hans Jantzen. Als seine Mutter 1932 die Galerie Käthe Perls in Paris eröffnete, folgte Perls ihr. 1937 emigrierte er in die USA und gründete zusammen mit seinem Bruder Klaus die Perls Galleries in Manhattan. 1939 ging er nach Hollywood, wo er seine eigene Galerie eröffnete. Im Zweiten Weltkrieg war Perls Soldat der US-Army, 1944 war er als Infanterist in der Normandie stationiert und wurde beim Vorrücken in Deutschland als Übersetzer eingesetzt. Er wurde Kommandeur der Abteilung für Kunst und Denkmäler der alliierten Militärregierung in Deutschland. Er war für die Suche nach Hermann Görings 1.400 Kunstwerken verantwortlich, die die Nationalsozialisten jüdischen Sammlern gestohlen hatten, darunter Gemälde von Botticelli, Monet und van Gogh. 1944 wurde Perls für verdienstvolles Verhalten mit dem Bronze Star ausgezeichnet. In einem Banktresor in Eichstätt fand Perls zusammen mit dem Soldaten Martin Dannenberg eine maschinenschriftliche Kopie der Nürnberger Gesetze mit der Unterschrift Hitlers. Zurück in den USA verlegte er die Frank Perls Gallery nach Beverly Hills. Perls Spezialgebiete waren die Kölner Malerschule des 15. Jahrhunderts und die zeitgenössische Kunst, doch er erzeugte 1953 auch Aufsehen mit einer Retrospektive der Modeschöpferin Claire McCardell. Er deckte einige Kunstfälschungen auf und schon im Jahr 1967 unrechtmäßige Nachgüsse von Skulpturen Alberto Giacomettis.
Perls war mit Pablo Picasso und Henri Matisse befreundet, daraus resultierte seine eigene Kunstsammlung, die auch Werke von Georges Braque und Henri de Toulouse-Lautrec enthielt.
Perls war Mitglied des Kuratoriums des Los Angeles County Museum of Art und Vorstandsmitglied des amerikanischen Kunsthändlerverbandes.